# Flaugergues (krater)
Flaugergues är en nedslagskrater på planeten Mars. Flaugergues har fått sitt namn efter den franske astronomen Honoré Flaugergues.
Kratern har en diameter på ungefär 236 km.